# Engadina
L'Engadina (in romancio Engiadina, in tedesco Engadin, lett. "valle degli Eniati") è una valle di montagna nel cantone dei Grigioni, in Svizzera. Una delle valli abitate più alte d'Europa, è lunga poco più di 90 km, che diventano 100 km seguendo la strada principale, cioè la strada principale 3 dal Passo del Maloja a Silvaplana e la strada principale 27 da Silvaplana al confine con l'Austria. Traccia la parte svizzera del percorso del fiume Inn e si divide in due parti molto distinte tra loro (Alta e Bassa Engadina), che sono separate dal Punt'Ota (romancio per Ponte Alto, situato subito a monte del villaggio di Brail, frazione di Zernez).

## Territorio

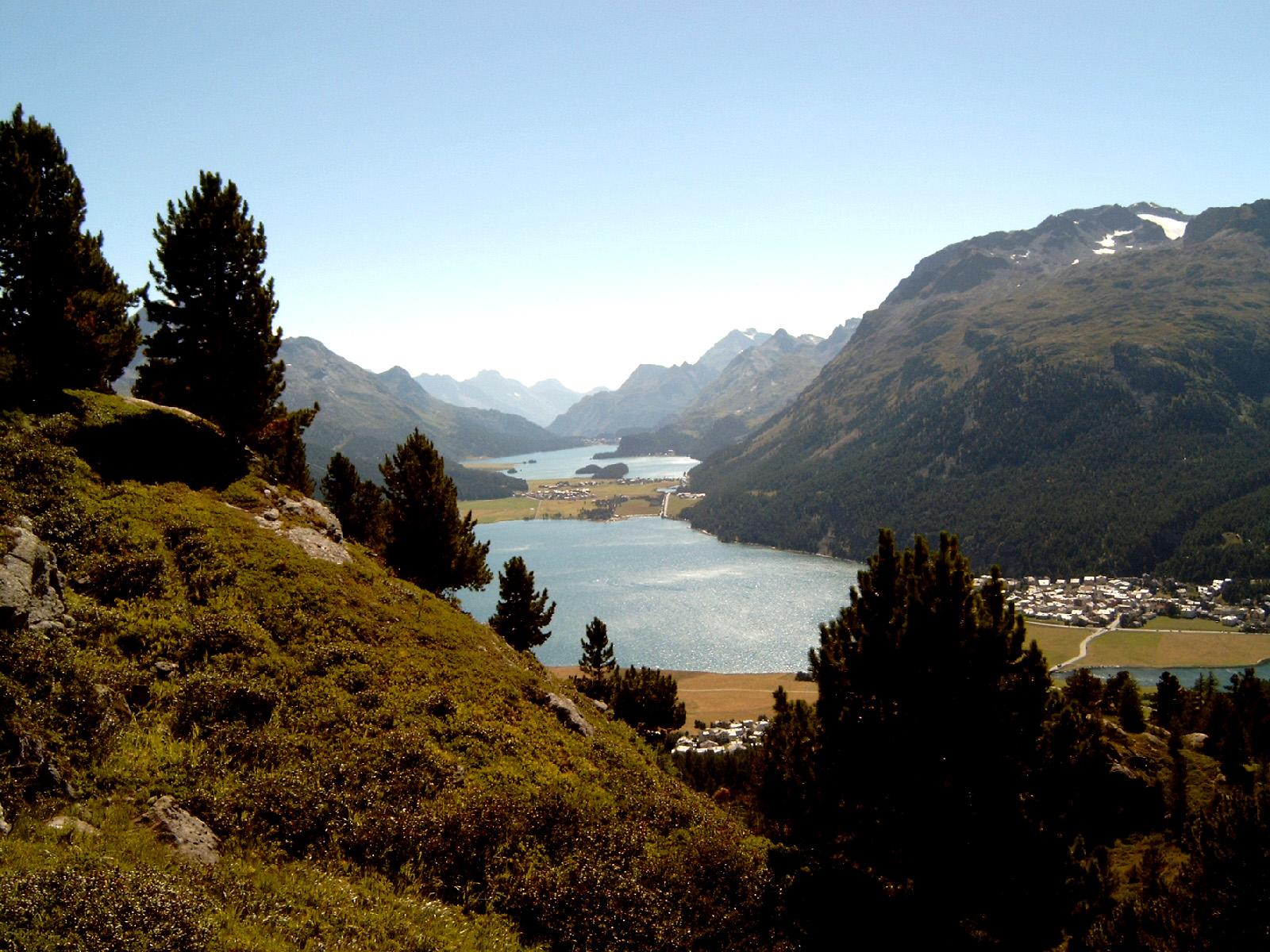
I laghi dell'Alta Engadina: il lago di Silvaplana e quello di Sils

### Alta Engadina

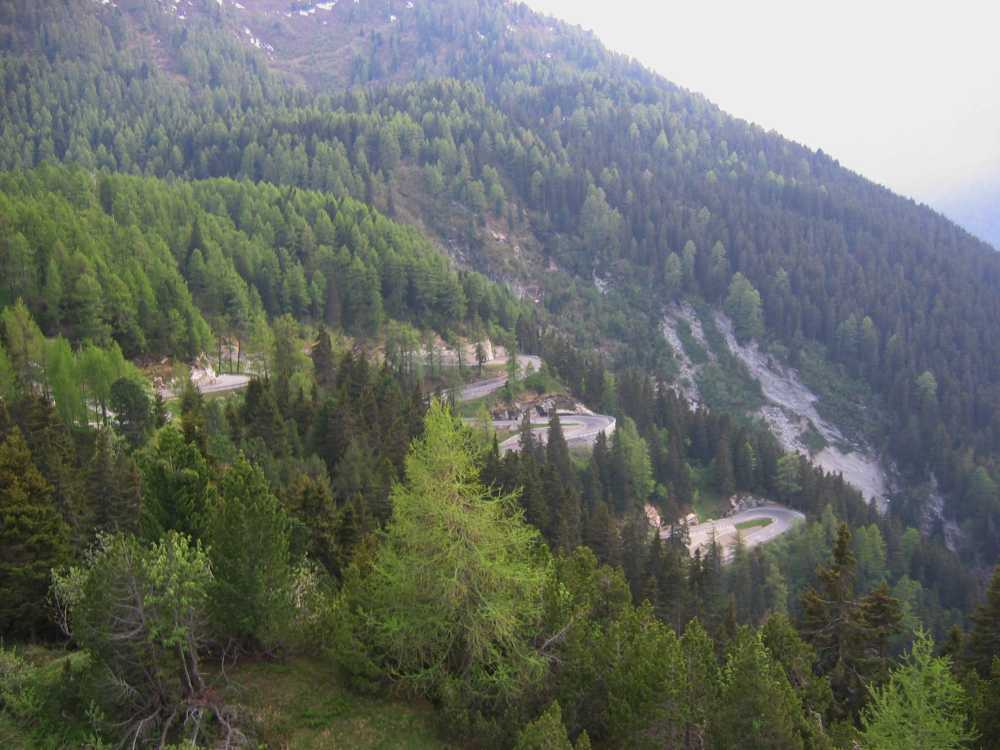
Passo del Maloja

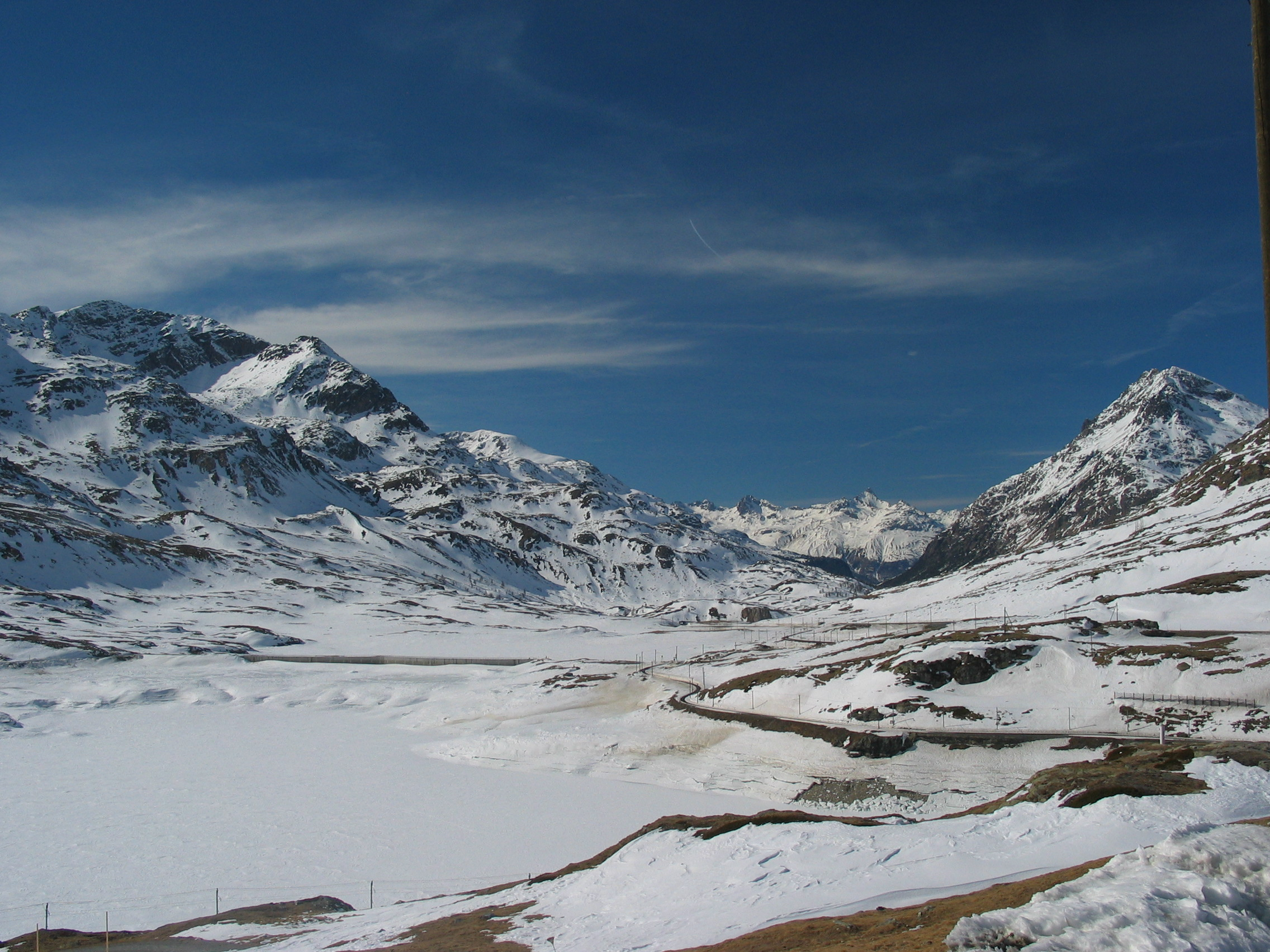
Passo del Bernina

L'Alta Engadina è caratterizzata da una vasta zona pianeggiante, dove si trovano quattro laghi: i laghi di Sils, Silvaplana, Champfer e Sankt Moritz. Intorno a questa piana si sviluppano fitti boschi di cembri e larici, mentre sulle montagne circostanti è rilevante la presenza di ghiacciai. Questa parte dell'Engadina è situata tra i 1.600 e i 1.800 metri d'altitudine.
L'Alta Engadina è collegata alla Val Bregaglia tramite il Passo del Maloja e alla Val Poschiavo dal Passo del Bernina. I comuni dell'Alta Engadina sono, partendo da ovest: Sils im Engadin/Segl, Silvaplana, Sankt Moritz, Celerina/Schlarigna, Pontresina, Samedan, Bever, La Punt Chamues-ch, Madulain, Zuoz e S-chanf.

### Bassa Engadina
La Bassa Engadina è morfologicamente molto diversa da quella Alta: ha una pendenza ben più scoscesa (tra i 1.610 ed i 1.019 metri), ed è molto più stretta, poiché l'Inn ha scavato nel corso dei secoli profonde gole tra le rocce. Questo tratto di valle termina al confine con l'Austria. Nella Bassa Engadina sono presenti i comuni di Zernez, Scuol, Valsot e Samnaun.

### Orografia
Dal punto di vista orografico la valle si incunea nelle Alpi Retiche occidentali, separandone varie sottosezioni. In particolare, partendo dall'alta valle, separa le Alpi del Bernina (a sud-est) dalle Alpi dell'Albula (a nord-ovest); in seguito separa le Alpi di Livigno (a sud-est) dalle Alpi dell'Albula (a nord-ovest); dopo nella bassa valle separa le Alpi della Val Müstair (a sud) dalle Alpi del Silvretta, del Samnaun e del Verwall (a nord).

## Storia

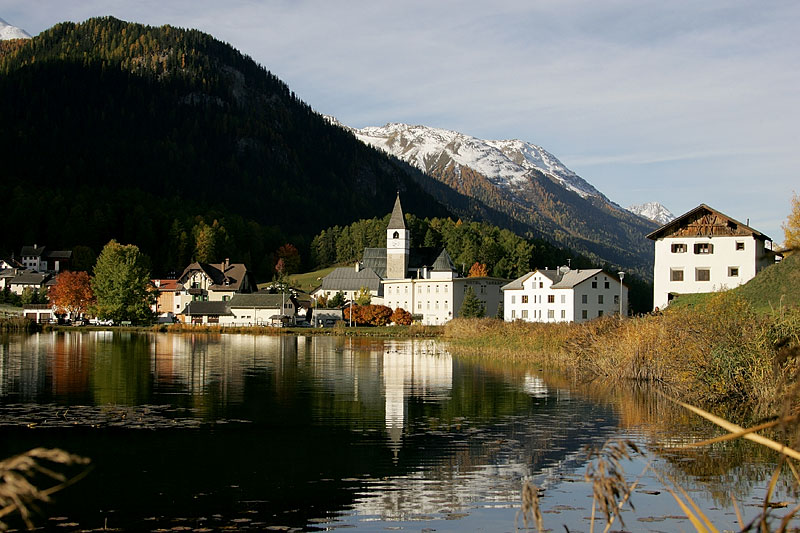
Tarasp

Nel 15 a.C. l'Engadina fu incorporata nell'Impero romano come parte della provincia della Rezia perché Roma aveva bisogno dei passi per la Germania Magna. I ritrovamenti lungo le strade romane testimoniano la loro importanza, e la Rezia beneficiò dell'espansione romana delle strade di collegamento fino all'Alto Medioevo. Dopo la fine dell'Impero Romano, l'Engadina e la Rezia entrarono a far parte del regno Ostrogoto, andando ai Franchi nel 536. Dal VII secolo, il dominio laico e spirituale era nelle mani della nobile casa degli Zacconi, conosciuta anche come i Vittoridi.
L'Alta Engadina era governata da un suo proprio conte. Nel 1139 il conte Dedalrico vendette il suo territorio al vescovo di Coira. Nella Bassa Engadina, invece, erano frequenti le lotte tra i signori locali per il possesso di quella parte di valle.
Durante il sacro macello, nell'ambito della guerra di Valtellina, l'Engadina venne devastata dagli austriaci, che nel 1622 occuparono la valle. L'anno seguente l'Engadina riuscì a liberarsi e a tornare ai Grigioni; l'ultimo feudo rimasto all'Impero fu Tarasp, che passò al Cantone nel 1803. Nel 1727 a seguito di accordi con l'Austria, la Confederazione Elvetica cedette il diritto di transito delle truppe austriache e imperiali nella valle per poter accedere ai domini italiani della Lombardia. Tale accordo rimase in vigore fino al 1803.

## Ambiente
L'intero territorio engadinese è ricoperto da boschi: nella parte settentrionali ci sono pini fino a una quota di 1.800 metri, mentre nella parte sud vi è la presenza di boschi di larici fino ai 2.100 metri d'altitudine. Particolarmente numerosa è anche la varietà di flora tipicamente alpina.
Nei boschi engadinesi vivono animali come cervi e caprioli, nelle zone montane ci sono camosci e stambecchi, mentre i cieli delle valli laterali sono popolati da aquile e avvoltoi. Il terreno dell'Engadina è ricco di minerali come zinco, piombo e rame.
Il 1º agosto 1914 è stato inaugurato il Parco nazionale svizzero; tale parco, avente la superficie di 172,4 chilometri quadrati, si estende nei comuni di Zernez, S-chanf, Scuol, Valchava e Lavin.

## Economia

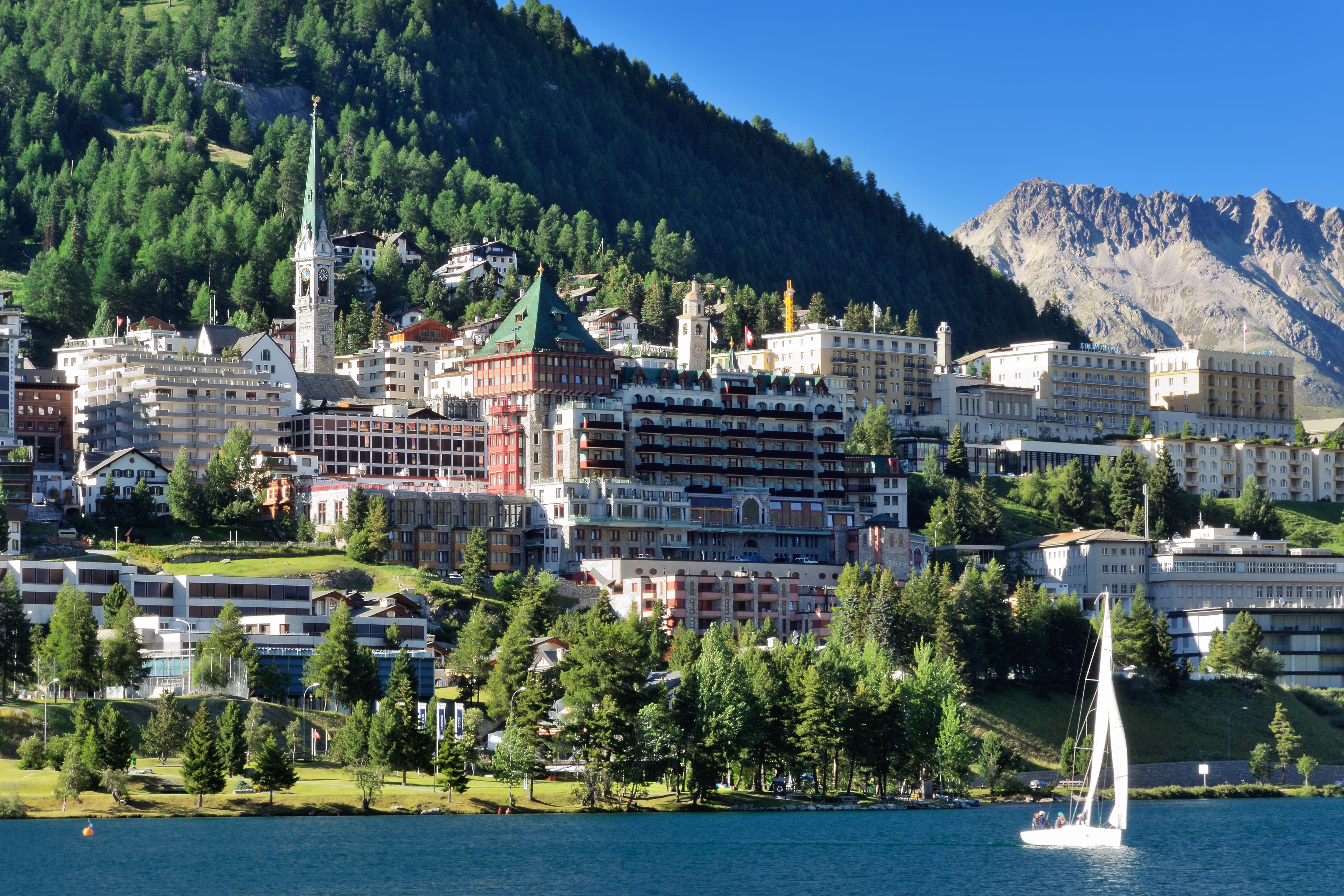
Sankt Moritz

L'economia engadinese è basata soprattutto sul turismo; tutto ebbe inizio nel XIX secolo, quando venne scoperta una fonte termale a Sankt Moritz e, di conseguenza, venne costruito uno stabilimento termale nel 1831. In seguito iniziò anche il turismo invernale, favorito anche dalla costruzione delle prime funicolari e degli impianti di risalita che permettono di raggiungere le piste innevate; la prima funicolare entrata in funzione fu quella di Muottas Muragl, tra Celerina/Schlarigna e Pontresina, inaugurata il 9 agosto 1907.

## Infrastrutture e trasporti

### Strade

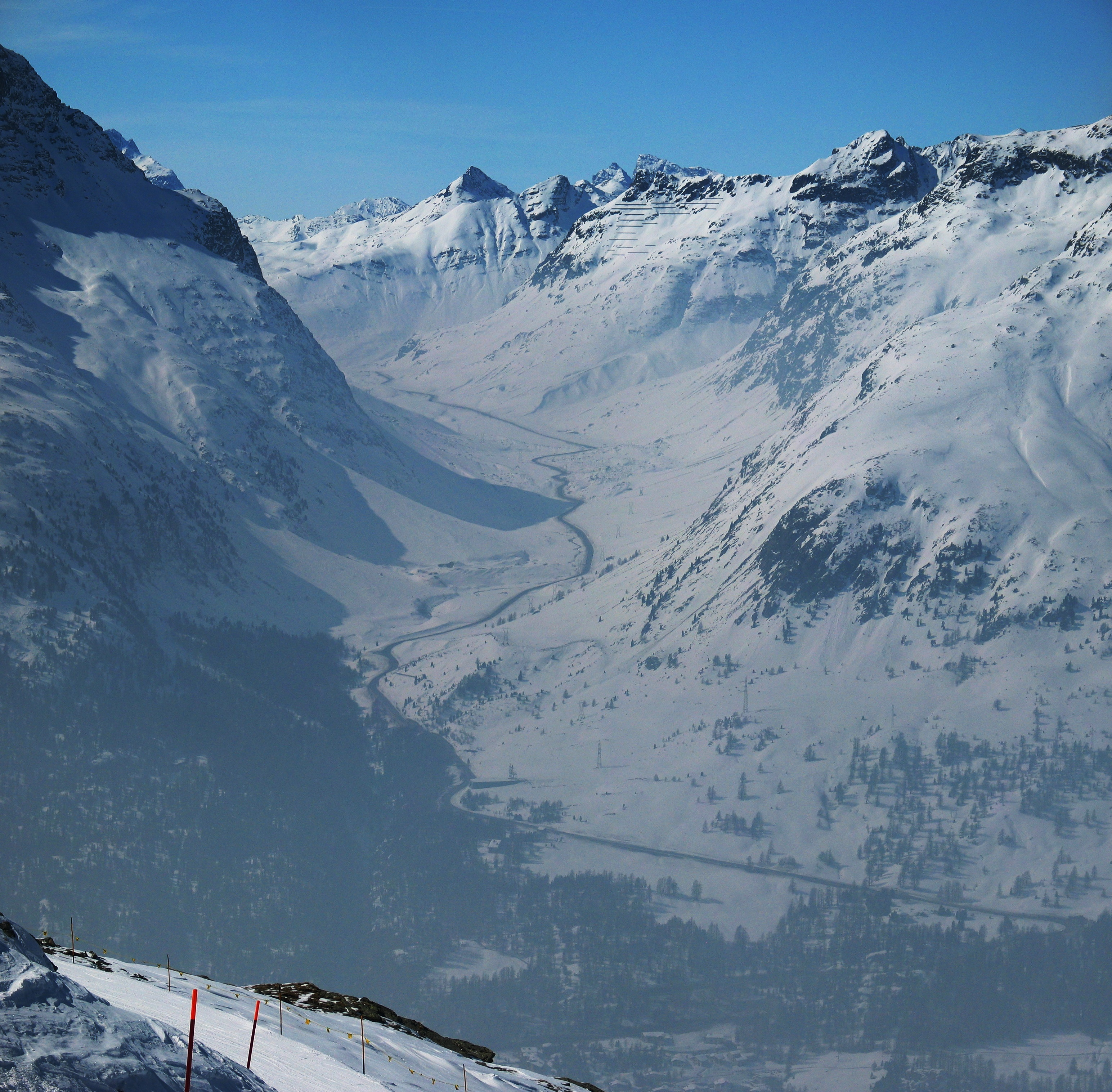
Passo del Giulia

In Engadina c'è un'unica strada (strada principale 3 fino a Silvaplana, poi strada principale 27) che attraversa tutta la valle da Maloja (e di conseguenza dal confine italiano di Castasegna, in Val Bregaglia) fino al confine austriaco dopo Martina, frazione di Valsot. Altre strade importanti della valle sono:
- la strada principale 29 del Passo del Bernina, che dalla periferia di Celerina/Schlarigna va fino al confine con l'Italia nella Val Poschiavo, vicino a Tirano;
- la strada principale 3 del Passo del Giulia, che collega Silvaplana a Coira;
- la strada dell'Albula, che va da La Punt Chamues-ch a Thusis;
- la strada del Passo Flüela, che da Susch porta a Davos;
- la strada principale 28, che oltrepassando il passo del Forno e attraversando la Val Monastero, va da Zernez alla Val Venosta in Italia.

### Ferrovie

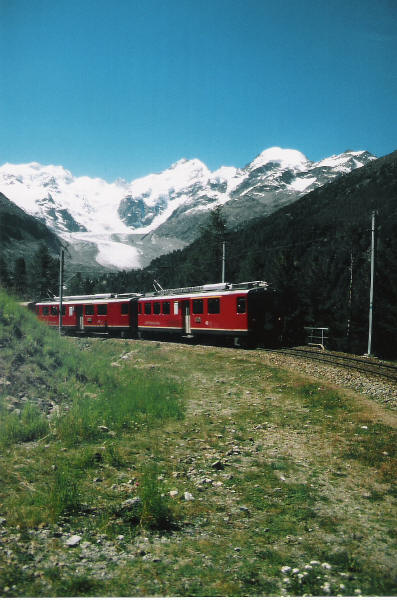
Treno della Ferrovia Retica

Tutte le ferrovie che attraversano l'Engadina sono a scartamento ridotto e gestite dalla Ferrovia Retica. La stazione più importante della valle è quella di St. Moritz, capolinea delle linee dell'Albula e del Bernina; vi è poi la ferrovia dell'Engadina, che attraversa tutta la parte centrale della valle, parallelamente alla strada.
Nel 1999 fu inaugurata la Galleria della Vereina, che con i suoi 19.042 metri di lunghezza è la più lunga galleria ferroviaria a scartamento ridotto del mondo. Questo tunnel, che collega le stazioni di Lavin e Susch a quella di Klosters, è molto importante per l'economia della valle: infatti collega l'Engadina alla Prettigovia e alla valle del Reno ed è aperto anche nei mesi invernali, quando i passi alpini che mettono in comunicazione la valle con il resto del territorio svizzero sono chiusi per le nevicate.

## Società

### Lingue

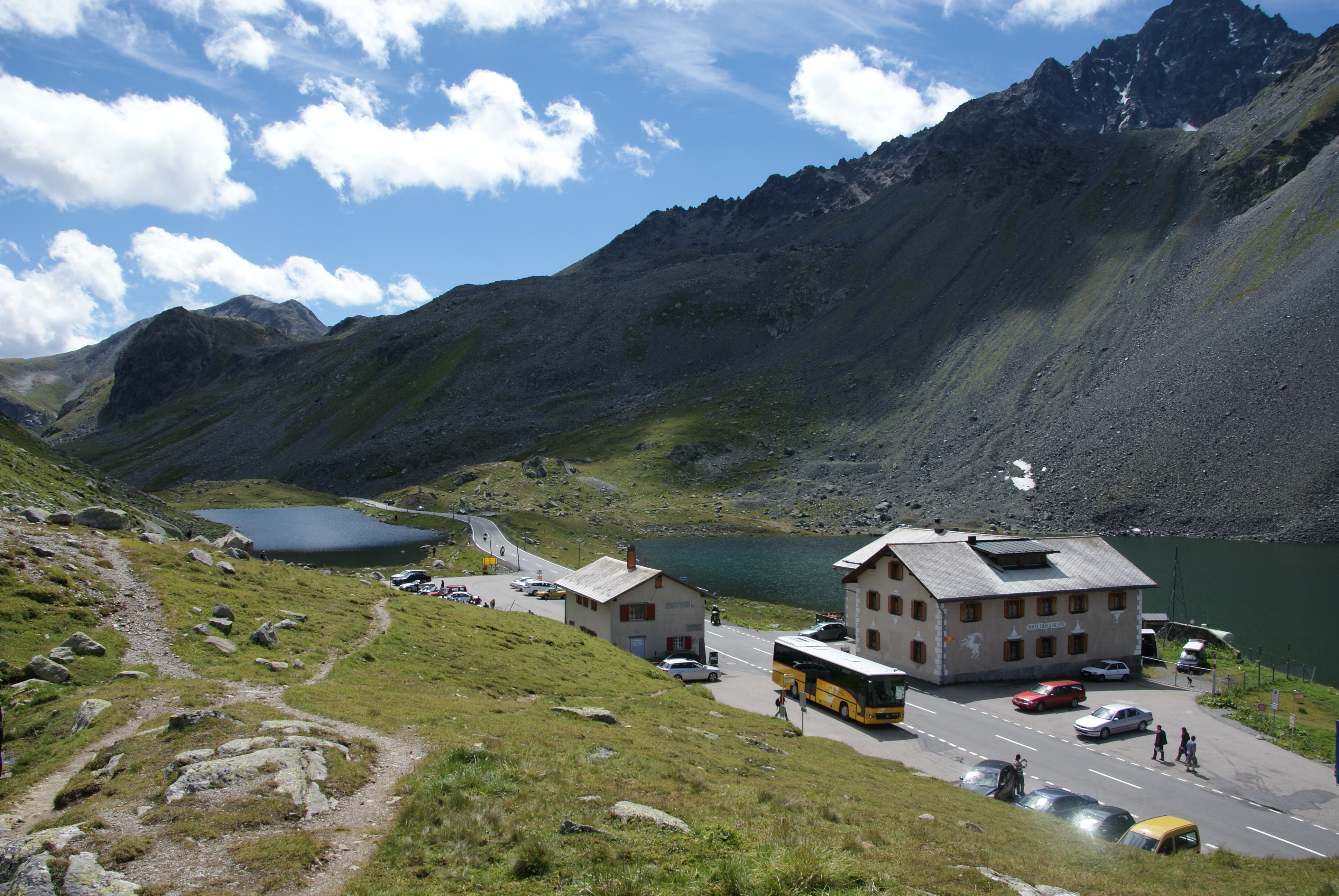
Passo Flüela

La lingua principale in Bassa Engadina e in parte dell'Alta Engadina è il romancio.
In Alta Engadina viene parlato il dialetto alto engadinese (ladin putér) e in Bassa Engadina il basso engadinese (ladin vallader), due dialetti romanci. Il «ladin» engadinese non è da confondere con il ladino dolomitico, parlato nell'Italia settentrionale. A causa della forte crescita, nel XX secolo, del turismo e della conseguente crescita economica, l'Engadina è stata luogo di immigrazione di gente che non conosce la lingua romancia. Per questa ragione, insieme col romancio, in questa regione anche lo svizzero tedesco è un dialetto molto diffuso, al punto che, in alcune parti dell'Alta Engadina, il romancio rischia addirittura di scomparire (vedi St. Moritz e regione). In Bassa Engadina il romancio è meno minacciato, ma una chiara tendenza nella stessa direzione è decisamente riconoscibile anche in questa regione.
Al passo del Maloja, nel comune di Bregaglia, si parlano l'italiano e il dialetto bregagliotto, che è la variante locale della lingua lombarda molto influenzata dal romancio.